# Elena Terechova
Elena Jur'evna Terechova (in russo Елена Юрьевна Терехова?, traslitterazione anglosassone Elena Terekhova; Voronež, 5 luglio 1987) è una calciatrice russa, centrocampista del Rossijanka.
Durante la sua ventennale carriera ha vinto due titoli nazionali con due diverse società, con lo Rjazan'-VDV al termine della stagione 2013 e con il Rossijanka a quella 2016, e conquistando tre Coppe di Russia. Ha inoltre vestito la maglia delle nazionali russe, dalla formazione Under-19, con la quale ha conquistato il titolo di Campione d'Europa nell'edizione di Ungheria 2005, a quella maggiore, con la quale ha partecipato a due edizioni del campionato europeo, Finlandia 2009 e Germania 2013.

## Palmares

### Club
- Campionato russo: 2

Rjazan'-VDV: 2013
Rossijanka: 2016
- Coppa di Russia: 3

Rossijanka: 2008, 2009
Rjazan'-VDV: 2014

### Nazionale
- Campionato d'Europa under 19: 3

2005